# Balatonföldvár
Balatonföldvár (tyska: Földwahr) är en stad och kommun i distriktet Siófok i provinsen Somogy i Ungern. Den är belägen på den södra sidan om Balatonsjön, cirka 114 kilometer sydväst om centrala Budapest. Kommunen har 2 251 invånare (2024), på en yta av 15,33 km².